# Umi Imai
Umi Imai (jap. 今井佑海 Imai Umi; ur. 12 grudnia 2000) – japońska zapaśniczka walcząca w stylu wolnym. Złota medalistka mistrzostw Azji w 2022. Pierwsza na MŚ U-23 w 2023. Mistrzyni świata juniorów w 2018 roku.